# Egg drop syndrome
Egg drop syndrome (EDS) of egg drop syndrome '76 (EDS 76) is een ziekte bij vogels. De ziekte wordt veroorzaakt door het Egg Drop Syndrome Virus (EDSV), behorend tot de familie van  adenovirussen. 
Er wordt over het algemeen aangenomen dat de ziekte oorspronkelijk afkomstig is van eenden en ganzen. De ziekte veroorzaakte in de jaren zeventig veel schade in de pluimveehouderij. Een belangrijk kenmerk van de ziekte is het leggen van afwijkende eieren: kleurverlies bij bruine eieren, eieren met zwakke schalen, windeieren en een waterige inhoud. Bovendien daalt de eierproductie (vandaar egg drop).
De ziekte is te voorkomen door middel van vaccinatie met een geïnactiveerd vaccin (olie-emulsie). Op het moment van schrijven (2013) was inenting tegen EDS in Nederland niet verplicht.